# Inca (datorspel)
Inca är ett datorspel utvecklat av Coktel Vision och utgivet av Sierra On-Line 1992.

## Handling
Som rymdpilot ska man resa i tiden och landstiga i Sydamerika vid tiden för spanjorernas ankomst, och hitta en mystisk skatt som finns hos Inkafolket. På så sätt kan man bli Eldorado, och Inkariket kan återfödas.